# Serge Gainsbourg
Serge Gainsbourg, anche noto come Julien Grix (o Julien Gris), pseudonimo di Lucien Ginsburg (Parigi, 2 aprile 1928 – Parigi, 2 marzo 1991), è stato un cantautore, attore, regista, compositore e paroliere francese di origini russe.
Ebbe successo internazionale a partire dalla seconda metà degli anni sessanta specialmente grazie alla canzone Je t'aime... moi non plus, cantata in coppia con Jane Birkin e, in una prima versione, con Brigitte Bardot.

## Biografia

### Origini e primo matrimonio
Era figlio di immigrati ebrei russi. Suo padre, Joseph Ginsburg, nato a Istanbul il 27 marzo 1896 e morto il 22 aprile 1971 a Houlgate, entrò nel Conservatorio di Pietroburgo, poi in quello di Mosca per studiare musica, scegliendo il pianoforte. Poi, in Crimea, incontrò Brucha Goda Besman (1894-1985), soprannominata Olia o Olga, un mezzosoprano che divenne sua moglie il 18 giugno 1918. Nel 1919, Joseph e Olga lasciarono Odessa, si esiliarono in Georgia, poi a Istanbul prima di sbarcare il 25 marzo 1921 a Marsiglia e trasferirsi a Parigi, dove ritrovarono il fratello di Olga che lavorava per la banca Louis-Dreyfus. Joseph lavorò come pianista di bar e di cabaret, e Olga come cantante al conservatorio russo. Vivevano in Rue de la Chine nel 20º arrondissement di Parigi. Nel 1922 nacque il loro primo figlio, Marcel, che morì a sedici mesi per una polmonite, poi una figlia, Jacqueline, nel 1926, infine i gemelli, Liliane e Lucien, nati nel 1928 alla maternità dell'Hôtel-Dieu di Parigi nell'Île de la Cité.
La famiglia Ginsburg ottenne la nazionalità francese il 9 giugno 1932 e continuò a vivere a Parigi, dove venne presto identificata durante il periodo dell'occupazione da parte dei nazisti e fu quindi costretta a fuggire nelle campagne fino al 1944. In quegli anni, Lucien fu costretto ad appuntare una stella gialla sulla sua uniforme di studente e iniziò a suonare, da autodidatta, il pianoforte. Venne quindi iscritto dal padre a un istituto d'arte per studiare pittura. Lì incontrò la modella russa Elizabeth Levitsky, segretaria di Georges Hugnet, amico di Salvador Dalí. La frequentazione con la donna, e anche con l'artista surrealista, diventarono habitat ideale per Lucien. Nel 1951, infatti, si sposò con Elizabeth, da cui divorziò nel 1957.

### Dalla vita da chansonnier al rapporto con Brigitte Bardot (anni 1957–1968)
In omaggio alle proprie origini russe, Lucien adottò il nome d'arte Serge e tramutò il proprio cognome scegliendo Gainsbourg, in omaggio al pittore inglese Thomas Gainsborough.- Pronto a dare una svolta alla propria carriera, iniziò a interpretare da sé le proprie canzoni, fino ad allora nobilitate dall'icona Juliette Gréco, e venne ingaggiato al nightclub Milord L'Arsouille, anche grazie all'amica Michèle Arnaud, cantante e produttrice televisiva. La figura di chansonnier, ispirata dall'amore per le donne, sarà quella che lo contraddistinguerà per il resto della vita.
Du chant à la une! venne pubblicato nel formato 25 cm con un'introduzione di Marcel Aymé. Il debutto di Gainsbourg spaziò tra swing, jazz e musica d'autore malinconica e romantica, intrisa di temi sofisticati e seducenti come le donne, l'adulterio, l'alcol, la povertà, l'insoddisfazione, trattati con sarcasmo e classe, indipendentemente da ogni cliché. Gran parte dell'ispirazione per i primi lavori fu inoltre dovuta alle poesie di Boris Vian, vera e propria ossessione per l'allora trentenne Serge.
Il 1958 fu contrassegnato da una tournée e dal ritorno alla casa paterna, dove incise l'album N° 2 (1959) con il pianoforte del padre Joseph, un immancabile pacchetto di Gitanes e indispensabili dosi di caffè e alcol. L'album è caratterizzato da otto canzoni in cui, grazie all'arrangiamento del fedele Alain Goraguer, trovarono spazio influenze jazz, ma anche l'esotismo ammiccante, il folk tzigano e le ballate. Grazie alla sua figura da esteta affascinante e provocatorio, perfettamente espressa con la foto di copertina di Nº 2, Serge incantò il pubblico e iniziò ad uscire dall'anonimato, combinando grazia e accidia.
Si aprirono per lui anche le porte del cinema, dapprima come frequente comparsa in molti film storici, in cui interpretò generalmente personaggi malvagi come Corvino nel film La rivolta degli schiavi (1960). Nel 1961 pubblicò L'étonnant Serge Gainsbourg, in cui i toni si fecero più confidenziali e suadenti. D'obbligo fu l'omaggio alla poesia francese in Chanson de Prévert, dedicata a Jacques Prévert, per la quale Serge chiese direttamente al poeta, che acconsentì, l'utilizzo del suo nome. L'album non ottenne un grande successo (meno di 5 000 copie vendute) e Serge rischiò di ritornare nella nicchia da jazz club, complice anche l'ondata twist di quegli anni. Prima pensò di tornare a dipingere, poi invece provò a volgere a suo favore gli eventi, incidendo Requiem pour un Twister, una vera e propria messa alla berlina per uno dei tanti viveur provetti, che muore della sua stessa passione, appunto il twist.
Nel 1962 venne pubblicato N° 4, quarto album in studio per Serge in cui iniziò ad approcciarsi anche all'inglese (Intoxicated Man). Il brano Vilaines filles et Mauvis Garçons verrà infatti registrato anche come EP in Inghilterra con Harry Robinson, futuro collaboratore di Nick Drake e Sandy Denny. Nel 1963 Serge fu chiamato per realizzare la colonna sonora del film Strip-Tease del suo amico Jacques Pointrenaud, a cui partecipò un'ancora sconosciuta Christa Paffgen (Nico).
Nel 1964 Serge sposò Béatrice Pancrazzi, una donna aristocratica dall'indole possessiva, che limitò anche il rapporto di Gainsbourg con Juliette Gréco e persino col vecchio pianoforte del padre. Questa parentesi di quiete domestica venne utilizzata per registrare in soli due giorni l'album Gainsbourg Confidentiel insieme al chitarrista Michel Gaudry e al contrabbassista Elek Bacsik. Il quinto album in studio fu per Serge un gioiello jazz, elettrificato dalle chitarre, che venne salutato dalla critica come uno dei suoi migliori lavori. Nel 1964 fu la volta di Gainsbourg Percussions che, come dice il titolo stesso, si avvalse di percussioni (cinque per la precisione) e di un coro di dodici fanciulle francesi oltre che, come sempre, del pianista e arrangiatore Goraguer. In questo disco quindi venne sperimentata la musica afro, reinterpretando anche Kiyakiya (che diventò Joanna), Akiwowo (New York - USA) e Gin-go-lo-ba (Marabout) di Babatunde Olatunji. Gainsbourg Percussions segnò anche il debutto di France Gall. Le recensioni del disco non furono confortanti, ma questo a Serge non importava, essendo un artista che rinunciava al raggiungimento del successo a tutti i costi, in favore di una libertà espressiva che lo soddisfacesse personalmente a 360 gradi.

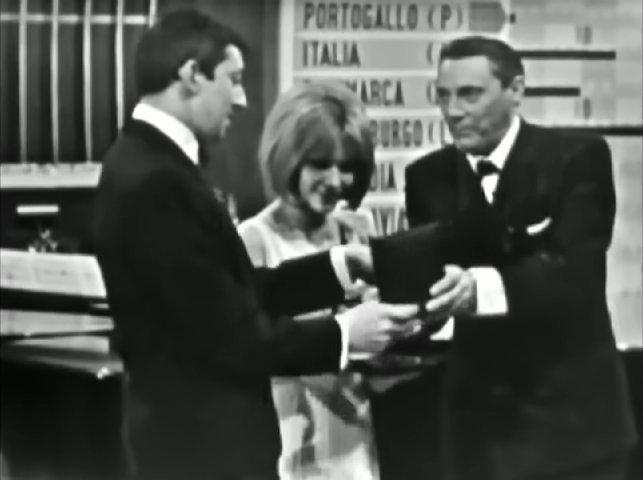
Serge Gainsbourg e France Gall premiati da Mario Del Monaco all'Eurofestival del 1965

Nel 1964 nacque la sua prima figlia, Natascha. In questo periodo Serge iniziò a comporre canzoni pop, orientandosi verso lo yéyé, per popstar giovani e ingenue come France Gall (che vinse con Poupée de Cire, Poupée de Son l'Eurofestival 1965). Nel 1965, inoltre, Michèle Arnaud, vecchia amica di Gainsbourg diventata produttrice televisiva, tornò sulla scena discografica con un album contenente Les Papillons Noirs, scritta proprio da Serge. E fu proprio Michèle che presentò a Serge il regista Pierre Koralnik, con cui girò il telefilm Anna. Ne venne fuori anche un album, appunto Anna, realizzato con Michel Colombier e a cui partecipò (come nel telefilm) la danese Anna Karina. Durante la messa in onda del telefilm (1967), Serge si era già trasferito in un appartamento presso la Cité Internationale Des Arts e Lettres, dove realizzò diversi EP e prese parte a numerose pellicole.
In questi anni ritornò a frequentare Béatrice, ma l'evento che più di altri lascerà un segno nella vita e nella produzione di Serge è l'incontro con Brigitte Bardot, avvenuto durante il Sacha Show, programma televisivo condotto da Sacha Distel. I due attori e cantanti reinterpretarono assieme il classico di Burt Bacharach Raindrops Keep Fallin' on My Head. Nacque un'immediata e incontenibile passione che li portò a porre fine ai conti in sospeso coi relativi partner, ossia Beatrice da una parte e Gunter Sachs dall'altra. I due diventarono inseparabili e Serge scrisse per Brigitte diverse canzoni, tra cui una prima versione di Je t'aime... moi non plus, registrata in una notte del 1967 a Parigi con l'arrangiamento di Michel Colombier. La coppia, durante le registrazioni, interpretò un cortometraggio in cui si lasciò andare a un vero e proprio petting. L'album che ne scaturì è Bonnie and Clyde (1968), ispirato dalla coppia di rapinatori Bonnie e Clyde. Il disco contiene tracce già edite (cantate precedentemente da Anna Karina o dalla Gréco), revisioni di classici jazz (come Everybody Loves My Baby, scritta da Spencer Williams) e inediti, come la canzone che dà il titolo all'album.
Nello stesso 1968 venne pubblicato Initials B.B., che sancì la fine del rapporto tra Serge e Brigitte, che nel frattempo diede un'altra chance al marito Sachs. Disperato da quanto accaduto, Serge portò a termine l'album da solo. Il disco contiene nuove rivisitazioni e altri inediti, come la title track, Shu Ba Du Ba Loo Ba e Ford Mustang.

### Jane Birkin e i concept album (1969–1977)
Dopo la fine del rapporto con Brigitte Bardot, il quarantenne Serge si dedicò alla realizzazione di colonne sonore per il cinema.
Nel 1969 proprio il cinema diventò, grazie al regista Pierre Grimblat e in particolare al film Slogan, anello di congiunzione che lo legò all'inglese Jane Birkin. Nel film Serge fu attore e autore della colonna sonora, mentre Jane (già conosciuta per Blow-Up) fu protagonista femminile, sostituendo all'ultimo momento Marisa Berenson. Tra i due iniziò una relazione che portò Serge a lasciare la moglie incinta, ben consapevole che quella avrebbe potuto essere l'ennesima effimera conquista. A dire il vero, l'inizio di questo legame fu disastroso, in quanto Jane non conosceva il francese, mentre Serge arrivava spesso a denigrare sul set la giovane inglese. Successivamente però, i due dimenticarono i primi approcci e iniziarono un sodalizio artistico e sentimentale.
Serge propose a Jane di reinterpretare Je t'aime... moi non plus, e lei accettò superando gli ostacoli, dovuti innanzitutto al fatto che quella canzone era legata a Brigitte Bardot e in secondo luogo alla lingua. La nuova versione del brano aprì l'album Jane Birkin - Serge Gainsbourg inciso a Londra nel 1969. Lo scandalo di B.B. lasciò spazio, nella nuova versione, ad un pudore malizioso e perverso, sensuale e fragile. Il singolo, pubblicato nel febbraio del 1969 su etichetta Philips, divenne immediatamente oggetto di scandalo. Giunto in Italia nell'estate successiva, fu dapprima censurato dalla Rai, che ne proibì la diffusione e vietò categoricamente a Lelio Luttazzi di pronunciarne il titolo nella trasmissione radiofonica Hit Parade, nonostante il disco si trovasse allora ai primi posti della classifica. In seguito il Vaticano, attraverso L'Osservatore Romano appoggiò la decisione della RAI e Paolo VI emise una scomunica nei confronti del produttore del brano, che nel Regno Unito fu bandito dalla BBC, mentre il disco venne ritirato, anche grazie alla regina Giuliana dei Paesi Bassi, che possedeva parte della Philips. Le altre dieci canzoni che compongono il disco fecero semplicemente da contorno: in esse c'era molto spazio per Jane, oltre che per "chanteuse" folk (Le canari est sur le bancon), si può trovare un irriverente charleston (18-39), un brano la cui musica è il Preludio No. 4 in Mi minore, Op. 28 di Chopin (Jane B.) e una delicata L'anamour, composta originariamente per Françoise Hardy.
Nel 1970 la coppia si concesse un viaggio intorno al mondo, con una tappa in India che pose le basi per un'esperienza di musica psichedelica. Al ritorno, infatti, nel 1971, arrivò l'opera di consacrazione per il duo, ossia Histoire de Melody Nelson. Il progetto del concept album nacque dall'acquisto nell'Est Europa di una Rolls-Royce del 1910, alla cui guida Serge si imbatte una quindicenne Melody Nelson (trasfigurazione di Jane). Nel frattempo Jane rimase incinta e, cinque mesi dopo la pubblicazione di Histoire de Melody Nelson, nacque Charlotte Gainsbourg.
Nel 1973 Serge, all'età di 45 anni, mai appagato dalla sua passione per le gitanes, venne colto da un attacco cardiaco. Tuttavia non smise di fumare, anzi la sua convalescenza si trasformò in un recupero del vizio. Successivamente si spostò in Inghilterra e ingaggiò il tastierista Alan Hawkshaw per gli arrangiamenti del suo nuovo album, mettendo quindi fine alla collaborazione con Jean-Claude Vannier, che aveva curato il disco precedente. Vu de l'extérieur fu pubblicato nello stesso anno (1973) ed è un concept album incentrato sull'ano, tema che farà discutere e suscitare imbarazzi. L'album spiazzò pubblico e critica e rimane incompreso. Al contempo Serge divenne sempre più l'ombra di Jane, impegnata da parte sua in film piuttosto leggeri.
Il successivo lavoro fu Rock Around the Bunker, scritto sul traghetto Calais-Dover e consegnato ad Hackshaw in forma scarna, prima di essere completato e arrangiato. Questo lavoro si caratterizza per un rock blues, in controcorrente sia nello stile di quei tempi che rispetto alla psichedelia fornita dall'Historie. Nelle tematiche il disco affrontò il tema della Germania nazista in chiave grottesca e di humour nero.
Tra il 1975 e il 1976 Serge tentò di esorcizzare il mancato successo e l'indifferenza del pubblico inglese nei confronti degli ultimi due album puntando sulla sua immagine mediatica. Si cimentò quindi con la pubblicità, per cui compose temi musicali e di cui divenne protagonista con Jane: per molto tempo restò fissato nell'immaginario collettivo per lo spot del detersivo Woolite. Fu comunque capace di muoversi con disinvoltura da questi progetti a quelli musicali: nel 1976 realizzò infatti L'Homme à tête de chou (il titolo è preso dall'opera di Claude Lalanne), un altro concept album, questa volta cupo e opprimente, che si incentra su una storia di amore e morte di cui sono protagonisti l'esuberante Marilou e l'uomo a testa di cavolo. Il disco, visionario, può essere definito un'immagine al negativo di Histoire de Melody Nelson.

### Gainsbourg in Giamaica e ritorno come Gainsbarre
La proverbiale dipendenza dall'atteggiamento edonista spinse Serge alla ricerca di un'immagine pubblica mai fine a se stessa, ma sempre funzionale alla sua figura di genio e sregolatezza. Il rapporto con Jane iniziò a deteriorarsi e Serge puntò lo sguardo su nuovi progetti. Il suo produttore Philippe Lerichomme lo invitò ad affrontare un nuovo percorso artistico: Serge si spostò in Giamaica e iniziò a lavorare con musicisti reggae, contaminando il suo genere french in quello che verrà definito freggae.
I musicisti di punta in questa nuova avventura furono Robbie Shakespeare (basso), Uziah "Sticky" Thompson (percussioni), Sly Dunbar (batteria) e le I Threes (cori), tra le quali c'era anche Rita Marley. L'arrivo di Serge in Giamaica venne accolto con molto entusiasmo, ma il progetto di Gainsbourg non prevedeva feste. Il risultato infatti, Aux armes et cætera fu un concentrato di provocazioni: l'inno nazionale francese, La Marsigliese, venne trasformato in Aux armes et cætera (che dà il titolo al disco) mentre altre canzoni narravano di droga, alcol e sesso selvaggio. Le vendite del disco andarono a gonfie vele. L'album, uscito nel marzo 1979, conquistò il disco d'oro e al contempo suscitò in patria l'indignazione per la profanazione della Marsigliese. Serge decise di promuovere comunque il disco in un tour europeo, con annessi strascichi di polemiche e esibizioni non proprio tranquille, condite da minacce di morte da parte dei veterani di destra della guerra d'indipendenza algerina.
Il legame tra Gainsbourg e Jane Birkin, nel frattempo, diventò sempre più problematico. Dopo aver tentato il suicidio gettandosi nella Senna, una Jane ormai donna matura e da tempo madre decise di lasciare Serge per il regista Jacques Doillon, da cui avrà una figlia.

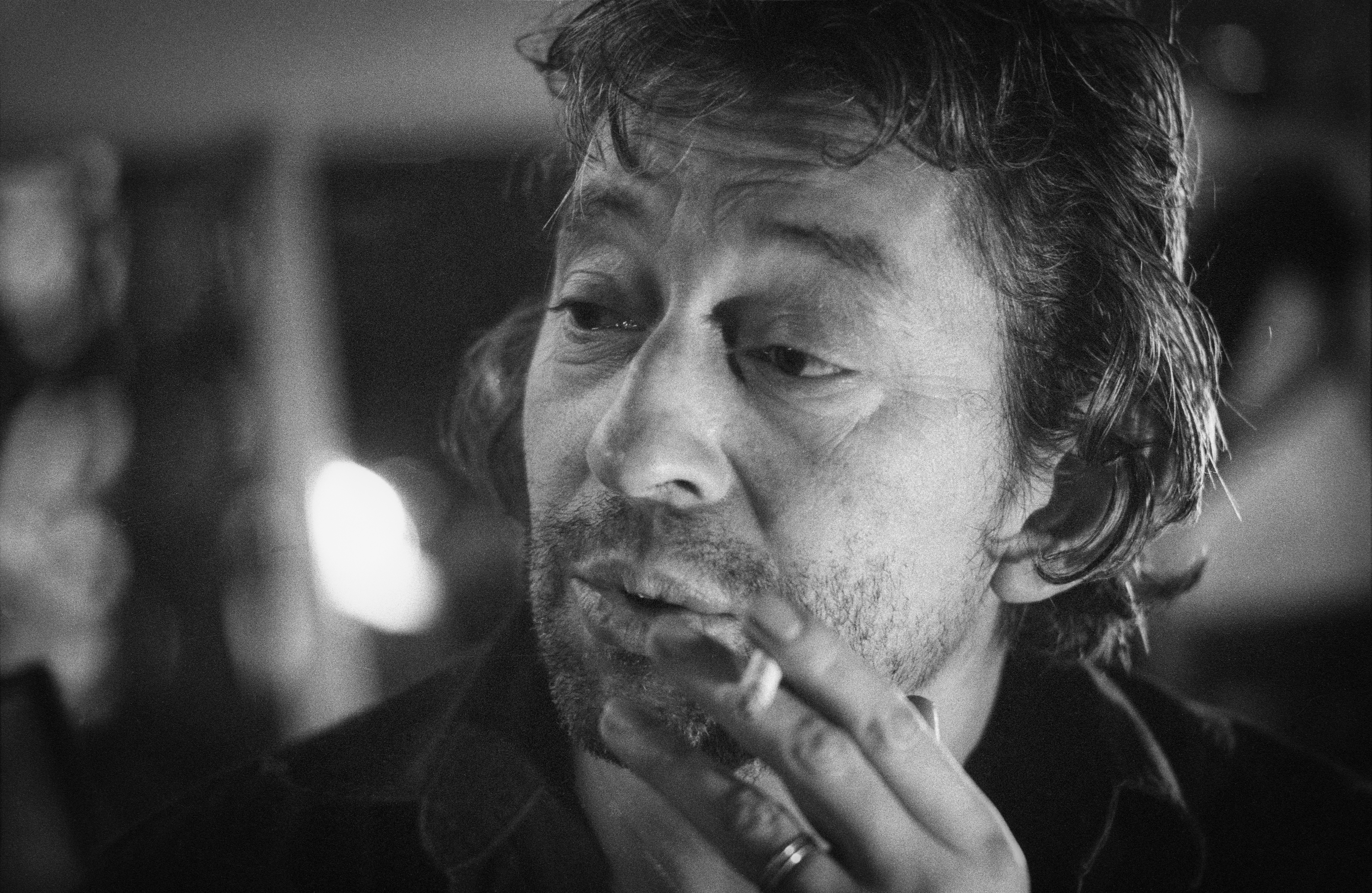
Serge Gainsbourg nel 1981

Nel 1980 Serge ritornò a essere un uomo solo e disperato, più che mai dedito all'alcol. Per quanto riguarda la sua attività artistica, il nome Serge Gainsbourg lasciò il posto a quello di Gainsbarre. Il suo alter ego pittore Evguénie Sokolov sconvolse come protagonista di Gasogramma, romanzo sull'arte del segno inciso da una mano attraverso le vibrazioni del peto. Il discorso continuò su Mauvaises nouvelles des étoiles, album del 1981 che trasse il titolo da un'opera di Paul Klee e che venne realizzato con gli stessi musicisti di Aux armes et cætera. Sempre nel 1981 scrisse per Catherine Deneuve l'album Souviens-toi de M'Oublie e per Isabelle Adjani Pull Marine. Dalla relazione con la modella Caroline von Paulus, in arte Bambou, nacque il suo quarto figlio, Lucien, detto Lulu.
Nonostante la dipendenza dall'alcool, l'imminente cecità e i sintomi di una cirrosi, Serge continuò a lavorare con colonne sonore e altro. In televisione, nel marzo 1984, fu protagonista di un altro scandalo: bruciò una banconota da 500 franchi per ribellarsi al sistema fiscale troppo pressante. In un'altra ospitata televisiva dichiarò a Whitney Houston, ospite con lui del programma, l'intenzione di voler portarla a letto alla fine della trasmissione.
Nello stesso periodo uscì il suo album Love on the Beat che venne registrato nel New Jersey con il chitarrista Billy Rush e altri musicisti (Larry Fast, Stan Harrison, Steve e Gorge Simms). Il risultato fu un disco synth pop la cui copertina ritrae Serge truccato da donna (il tema dell'omosessualità ricorre anche in Kiss Me Hardy). Chiude l'album Lemon Incest, duetto in cui l'adolescente Charlotte Gainsbourg e suo padre si dichiarano amanti, platonici, su una melodia tratta dallo Studio in Mi Maggiore n. 3 Opus 10 di Chopin, con videoclip girato dal cantante stesso.

### La morte

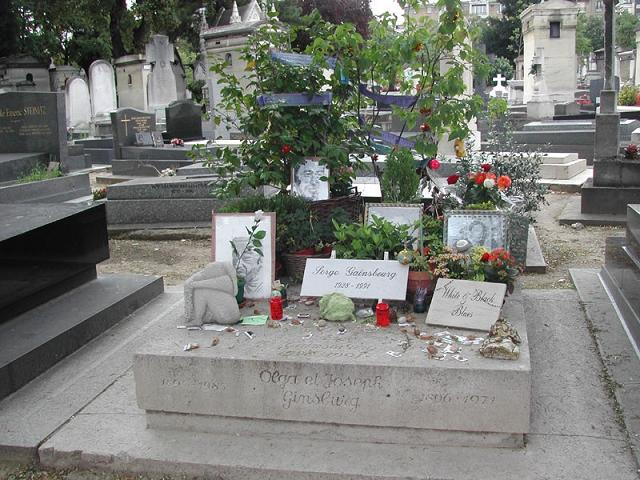
Tomba di Serge Gainsbourg al Cimitero di Montparnasse

L'ultimo capitolo in studio della produzione di Gainsbourg è You're Under Arrest (1987), dedicato alla polizia. Negli ultimi quattro anni della sua vita, quasi cieco e al limite dell'alienazione, Serge si consacrò definitivamente al suo vizio e iniziò a ricorrere abitualmente all'ospedale. Il suo ultimogenito Lucien, detto Lulu, cresceva con Bambou. La notte del 2 marzo 1991, nella sua casa di Rue De Verneuil, Serge, poco più che sessantenne, morì a causa di un attacco cardiaco. Venne sepolto pochi giorni dopo al cimitero di Montparnasse.

## Stile musicale
Cantante baritono noto per il repertorio provocatorio e che "eleva la decadenza ad arte raffinata", Serge Gainsbourg si cimentò sempre in un repertorio da chansonnier fondendo elementi jazz, pop e rock, questo dopo gli esordi jazz, cool jazz e yé-yé, stile che ha popolarizzato. Viene spesso citato fra gli artisti lounge mentre altri lo considerano esponente della canzone d'autore, del pop barocco, del jazz. Secondo AllMusic, Gainsbourg è il principale artista French pop.

## Discografia

### Album in studio
- 1958 – Du chant à la une!
- 1959 – Serge Gainsbourg N° 2

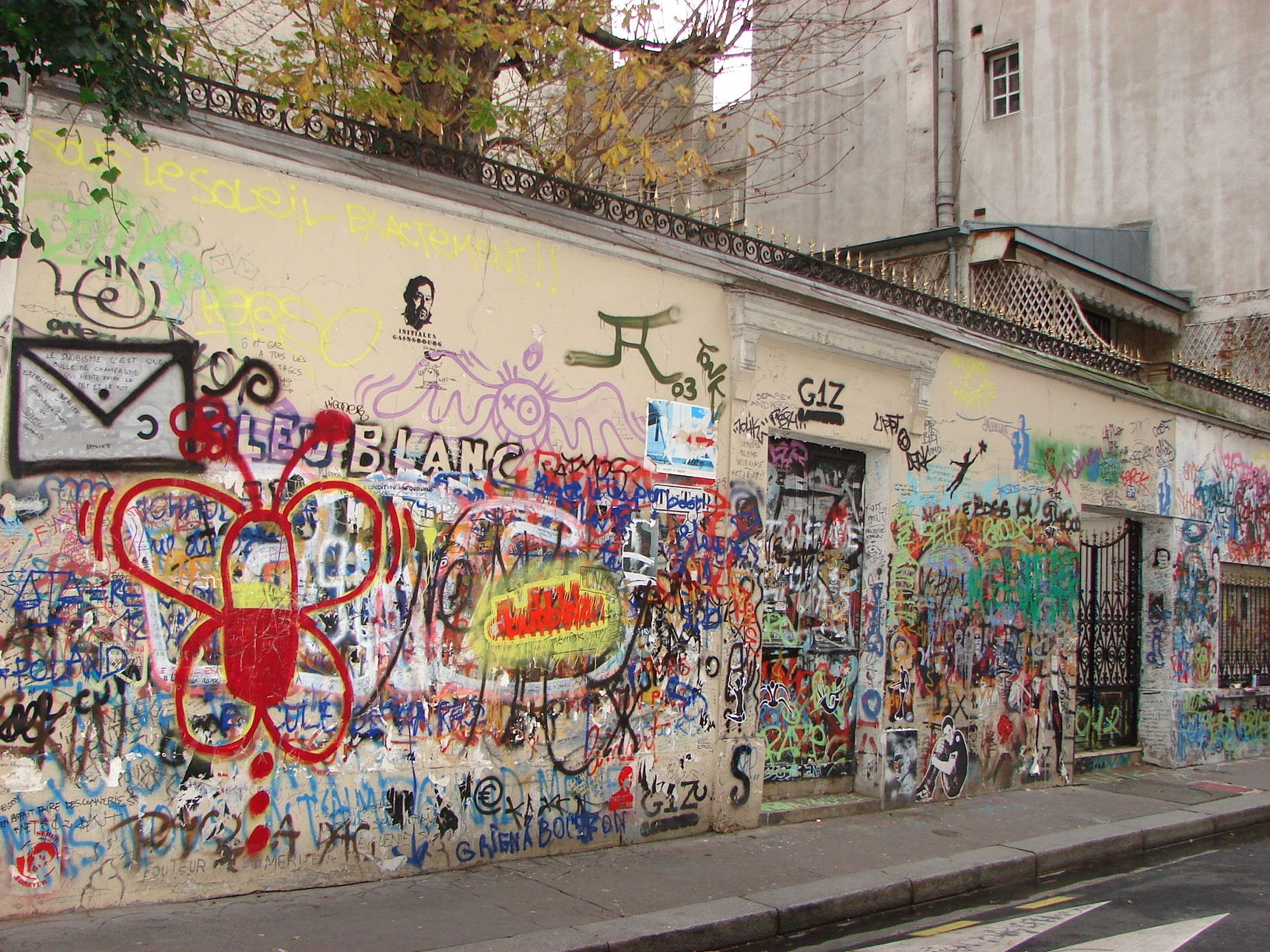
La casa di Serge Gainsbourg in Rue de Verneuil, a Parigi

- 1961 – L'étonnant Serge Gainsbourg
- 1962 – Serge Gainsbourg N° 4
- 1963 – Gainsbourg Confidentiel
- 1964 – Gainsbourg Percussions
- 1968 – Bonnie and Clyde (con Brigitte Bardot)
- 1968 – Initials B.B.
- 1969 – Jane Birkin - Serge Gainsbourg (con Jane Birkin)
- 1971 – Histoire de Melody Nelson (con Jane Birkin)
- 1973 – Vu de l'extérieur
- 1975 – Rock Around the Bunker
- 1976 – L'Homme à tête de chou
- 1979 – Aux armes et cætera
- 1981 – Mauvaises nouvelles des étoiles
- 1984 – Love on the Beat
- 1987 – You're Under Arrest

### Album dal vivo
- 1980 – Enregistrement public au Théâtre Le Palace
- 1986 – Live (Casino de Paris)
- 1988 – Le Zénith de Gainsbourg

### Colonne sonore
- 1967 – Anna
- 1970 – Cannabis (strumentale)
- 1976 – Je t'aime... moi non plus – Ballade de Johnny-Jane (strumentale)
- 1977 – Madame Claude
- 1977 – Goodbye Emmanuelle (strumentale)
- 1980 – Je vous aime (tre tracce)
- 1986 – Putain de film ! – B.O.F. Tenue de soirée

### Singoli
- 1962 – Black Trombone
- 1963 – La Javanaise
- 1964 – Couleur Café
- 1964 – New York U.S.A.
- 1966 – Les Sucettes
- 1967 – Hold Up
- 1968 – Bonnie and Clyde con Brigitte Bardot
- 1968 – Initials B.B.
- 1969 – Je t'aime... moi non plus con Jane Birkin
- 1969 - La chanson de Slogan ‹small› con Jane Birkin ‹/small›
- 1972 – La Décadanse con Jane Birkin
- 1973 – Je suis venu te dire que je m'en vais
- 1976 – L'Homme à Tête de Chou
- 1976 – Marilou
- 1978 – Sea, Sex and Sun
- 1979 – Aux armes et caetera
- 1979 – Lola Rastaquouère
- 1980 – Dieu fumeur de havanes con Catherine Deneuve
- 1984 – Sorry Angel
- 1985 – Lemon Incest con Charlotte Gainsbourg
- 1986 – Je t'aime... moi non plus con Brigitte Bardot
- 1987 – You're Under Arrest
- 1987 – Mon légionnaire
- 1991 – Requiem pour un con
- 1994 – La Noyée
- 1995 – Élisa

### Album scritti per altri artisti
- 1973 – Di doo dah (Jane Birkin)
- 1975 – Lolita Go Home (Jane Birkin, metà dell'album)
- 1977 – Rock'n rose (Alain Chamfort)
- 1978 – Ex fan des sixties (Jane Birkin)
- 1980 – Guerre et pets (Jacques Dutronc, due terzi dell'album)
- 1981 – Amour année zéro (Alain Chamfort)
- 1981 – Souviens-toi de m'oublier (Catherine Deneuve)
- 1982 – Play blessures (Alain Bashung)
- 1983 – Isabelle Adjani (o Pull marine) (Isabelle Adjani)
- 1983 – Baby Alone in Babylone (Jane Birkin)
- 1986 – Charlotte for Ever (Charlotte Gainsbourg)
- 1987 – Lost Song (Jane Birkin)
- 1989 – Made in China (Bambou)
- 1990 – Amours des feintes (Jane Birkin)
- 1990 – Variations sur le même t'aime (Vanessa Paradis)

### Singoli scritti per altri artisti
- 1965 – Les Incorruptibles (Petula Clark)
- 1965 – Poupée de cire, poupée de son (France Gall)
- 1966 – Baby Pop (France Gall)
- 1968 – Comment te dire adieu? (Françoise Hardy)
- 1979 – Manureva (Alain Chamfort)
- 1990 – Dis-lui toi que je t'aime (Vanessa Paradis)
- 1990 – White and Black Blues (Joëlle Ursull, solo testo)
- 1995 – La Gadoue (Jane Birkin)

## Gainsbourg e il cinema
Il percorso cinematografico di Gainsbourg iniziò parallelamente a quello musicale: nel corso della sua carriera realizzò oltre 40 colonne sonore, interpretò e diresse decine di film. Tra il 1959 e il 1969 lavorò con registi come Jacques Doniol-Valcroze, Hervé Bromberger, Claude Chabrol, Jean Luc Godard, Jacques Rouffio, Jean Aurel, Jean Gabin, William Klein, Pierre Grimblat e altri.
Nei primi anni settanta realizzò colonne sonore per Pierre Koralnik e Claude Berri. Nel 1976 uscì l'opera prima da regista di Gainsbourg, intitolata Je t'aime moi mon plus, che prese il nome dalla leggendaria canzone del 1969. La trama ruota intorno a un ménage à trois tra un camionista gay (interpretato da Joe Dallesandro), il suo compagno e una giovane donna androgina (interpretata dalla sua allora compagna Jane Birkin). Negli anni seguenti compose musiche per i film di Joe D'Amato e Patrice Leconte. Nel 1980 lavorò come attore in Je vous aime di Claude Berri. L'anno seguente girò il cortometraggio Le Physique et le Figuré, mentre nel 1983 uscì Equator - L'amante sconosciuta (Équateur), terzo lavoro alla regia e secondo lungometraggio. Ricevette diverse nomination al premio César per la migliore musica da film, che vinse solo nel 1996 per Élisa. Nel 1986 realizzò con la figlia il semi-autobiografico Charlotte for Ever, in cui Gainsbourg stesso interpreta il ruolo del padre, bruciato dalla perdita della moglie, madre di Charlotte. 
L'ultimo film diretto e musicato da Serge è Stan the Flasher (1990), a cui partecipò come attore Claude Berri.

## Dediche a Gainsbourg
È notizia del dicembre 2023 che la stazione della metropolitana parigina di Les Lilas, che dovrebbe aprire nella primavera del 2024 lungo la linea 11 nella banlieue, sarà dedicata a Serge Gainsbourg in onore del fatto che era stata citata da Gainsbourg nella canzone "Le Poinçonneur des Lilas" ("Il perforatore di Lilas", nel senso di controllore che perfora i biglietti dei mezzi pubblici). Scelta osteggiata dalle femministe a causa dei testi controversi del cantante che esalterebbero l'incesto (soprattutto con riguardo alla canzone Lemon Incest).

## Filmografia

### Attore

#### Cinema
- Sexy girl (Voulez-vous danser avec moi?), regia di Michel Boisrond (1959)
- La rivolta degli schiavi, regia di Nunzio Malasomma (1960)
- Sansone, regia di Gianfranco Parolini (1961)
- La furia di Ercole, regia di Gianfranco Parolini (1962)
- Una ragazza nuda (Strip-tease), regia di Jacques Poitrenaud (1963) - non accreditato
- L'Inconnue de Hong Kong, regia di Jacques Poitrenaud (1963)
- Carré de dames pour un as, regia di Jacques Poitrenaud (1963)
- Un ombrello pieno di soldi (Le Jardinier d'Argenteuil), regia di Jean-Paul Le Chanois (1966)
- La vergine di Shandigor (L'Inconnu de Shandigor), regia di Jean-Louis Roy (1967)
- Toutes folles de lui, regia di Norbert Carbonnaux (1967)
- Estouffade à la Caraïbe, regia di Jacques Besnard (1967)
- Ce sacré grand-père, regia di Jacques Poitrenaud (1968)
- Vivre la nuit, regia di Marcel Camus (1968)
- La Pacha, regia di Georges Lautner (1968)
- Evviva la libertà (Mister Freedom), regia di William Klein (1968)
- Erotissimo, regia di Gérard Pirès (1969)
- Slogan, regia di Pierre Grimblat (1969)
- Cannabis, regia di Pierre Koralnik (1970)
- 19 djevojaka i Mornar, regia di Abraham Polonsky (1971)
- Romance of a Horsethief, regia di Abraham Polonsky (1972)
- The Day the Clown Cried, regia di Jerry Lewis – non accreditato (1972)
- Trop jolies pour être honnêtes, regia di Richard Balducci (1972)
- La morte negli occhi del gatto, regia di Antonio Margheriti (1973)
- La Dernière Violette, regia di André Hardellet – cortometraggio (1974)
- Sérieux comme le plaisir, regia di Robert Benayoun (1975)
- Je vous aime, regia di Claude Berri (1980)
- Le Grand Pardon, regia di Alexandre Arcady (1982)
- Fumeurs de charme, regia di Frédéric Sojcher (1985)
- Charlotte for Ever, regia di Serge Gainsbourg (1986)
- Jane B. par Agnès V., regia di Agnès Varda (1988)
- Stan the Flasher, regia di Serge Gainsbourg (1990)

#### Televisione
- En passant par Paris (1962)
- Passe-temps (1962)
- Teuf-teuf (1963)
- Seul à seul (1964)
- Les Cinq Dernières Minutes (1965)
- Marie-Mathématique (1965–1966)
- Noêl à Vaugirard (1966)
- Valmy (1967)
- Anna (1967)
- Vidocq (1967)
- Le Lapin de Noël (1967)
- Saint-Tropez priez pour eux (1968)
- Les Dossiers de l'agence O (1968)
- Molody (1971)
- Le Lever de rideau (1973)
- Bon baisers de Tarzan (1974)

### Regista
- Je t'aime moi mon plus (1976)
- Le Physique et le Figuré (1981)
- Scarface – film TV (1982)
- Equator - L'amante sconosciuta (Équateur) (1983)
- Charlotte for Ever (1986)
- Springtime in Bourges – film TV (1987)
- Stan the Flasher (1990)

## Doppiatori italiani
Nelle versioni in italiano dei suoi film interpretati, Serge Gainsbourg è stato doppiato da:
- Gianfranco Bellini in Sansone
- Nando Gazzolo in La furia di Ercole